# Кирюхин, Владимир Иванович
Влади́мир Ива́нович Кирю́хин (1922, село Пичер, Рассказовский район, Тамбовская область — 2003, Калуга) — советский и российский учёный-конструктор, энергетик. Член-корреспондент АН СССР (1987), академик РАН (1992). Лауреат Ленинской премии (1980) и Государственной премии СССР (1977).

## Биография
Родился 6 июля 1922 года в селе Пичер Тамбовской области.
В 1939 году поступил в Московский энергетический институт.
Участник Великой Отечественной войны. В РККА с марта 1942 года. На фронте с декабря 1942 года (130-я стрелковая дивизия, начальник химслужбы полка и командир отдельной роты, Южный, 4-й и 3-й Украинский, 1-й и 3-й Белорусский фронт). Награждён орденами Отечественной войны 2 степени (1944) и Красной Звезды (1945), медалью «За боевые заслуги» (1943). Демобилизовался в 1946 году.
Окончил МЭИ (1950), ученик А. Е. Шейндлина. Некоторое время работал в НИИ-400 в городе Ломоносов Ленинградской области. Потом его перевели на Калужский турбинный завод. С 1953 года — зам. главного конструктора по разработкам. С 1960 года — главный конструктор КТЗ.
В. И. Кирюхин — один из основоположников теории и практики компактных транспортных энергетических комплексов на базе атомных энергетических установок, автор трудов по газодинамике, теплообмену, автоматическому регулированию, динамике роторов и виброизоляции в турбоустановках.

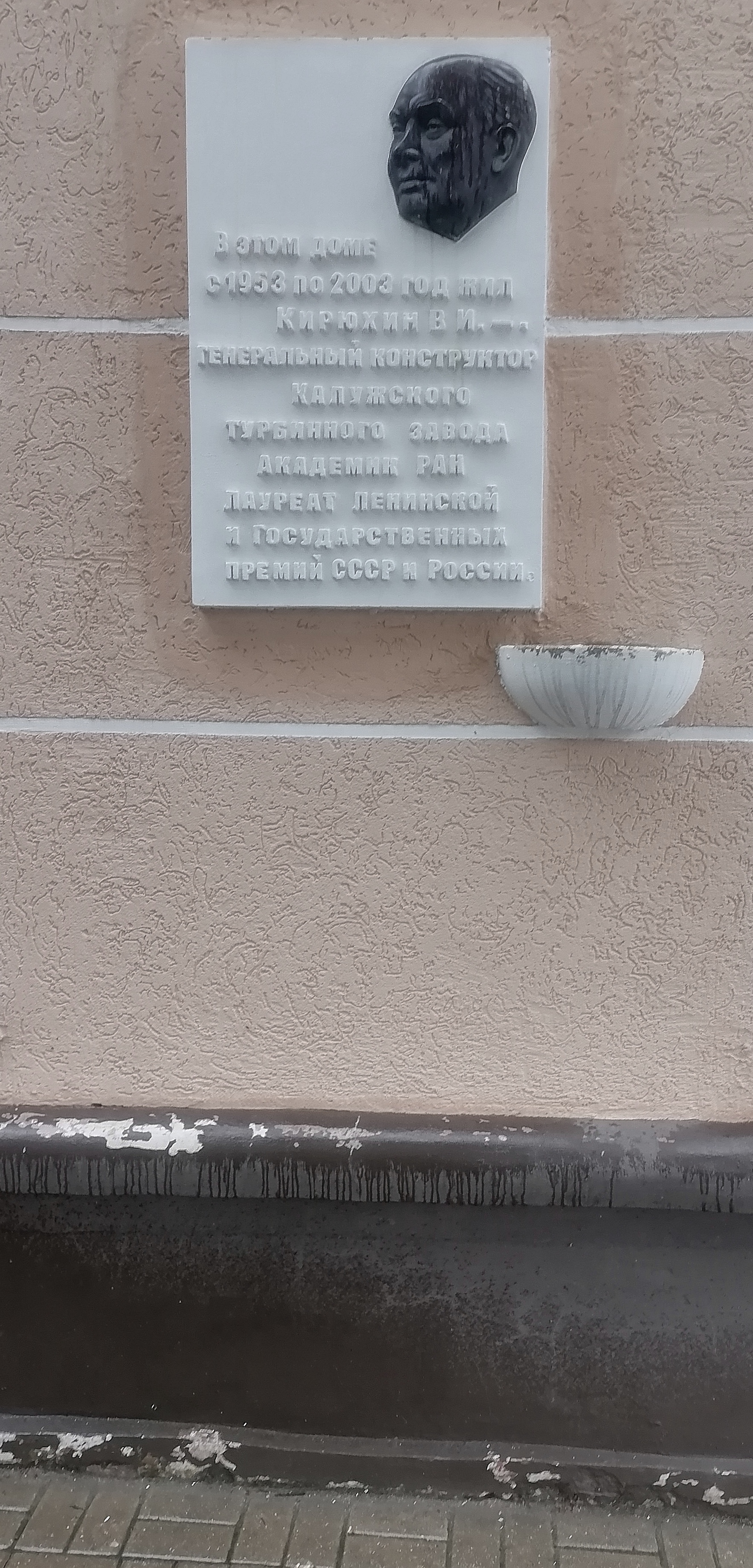
Мемориальная доска в Калуге

В 1987 году был избран членом-корреспондентом Академии наук СССР по специальности «энергетическое и электротехническое машиностроение». С 1992 года — академик Российской академии наук по специальности «энергетика».
Умер 1 ноября 2003 года в Калуге.
6 июля 2022 года в честь 100-летия со дня рождения в сквере им. ак. В. И. Кирюхина, напротив Калужского турбинного завода, был установлен памятный знак ученому. Памятник выполнен в виде турбинной лопатки, на которой разместится рельефный портрет Владимира Ивановича с изображением атомной подводной лодки, одним из создателей энергетических установок для которых он является.
Мемориальная доска установлена на доме, в котором В. И. Кирюхин жил в Калуге, улица Кирова, 25 (фасад по Театральной улице).

## Заслуги
- Государственная премия СССР (1977), Ленинская премия (1980). Ордена Ленина, Октябрьской Революции, «Знак Почёта».
- Почётный гражданин города Калуги.